# Paolo Fucile
Paolo Fucile (Catania, 29 giugno 1981) è un ex lottatore italiano.

## Biografia
Nato nel 1981 a Catania, gareggiava nella lotta greco-romana, nei pesi leggeri (60 kg).
A 23 anni ha partecipato ai Giochi olimpici di Atene 2004, nei 60 kg, perdendo entrambi gli incontri, 10-0 contro il georgiano Akaki Chachua e 7-0 con il kazako Nurlan Koizhaiganov, non passando il girone eliminatorio e terminando 22º totale.
Nel 2009 ha vinto la medaglia di bronzo nei 60 kg ai Giochi del Mediterraneo di Pescara, chiudendo dietro al serbo Davor Štefanek e all'egiziano Sayed Hamed.
In carriera ha preso parte anche a 2 Mondiali (miglior piazzamento il 31º posto di Herning 2009) e 2 Europei (miglior piazzamento il 20º posto di Belgrado 2003).

## Palmarès

### Giochi del Mediterraneo
- 1 medaglia:
  - 1 bronzo (Lotta greco-romana 60 kg a Pescara 2009)